# Chioma Igwe
Chioma Nisa Igwe (* 21. Juli 1986 in San Mateo, Kalifornien) ist eine ehemalige US-amerikanische Fußballspielerin.

## Karriere
Igwe spielte während ihres Studiums an der University of California, Berkeley und der Santa Clara University von 2004 bis 2007 für die dortigen Hochschulteams der California Golden Bears und Santa Clara Broncos. Ihre erste Profistation war SoccerPlus Connecticut im Jahr 2008, ehe sie im Sommer des gleichen Jahres kurzzeitig nach Deutschland zum Zweitligisten 1. FC Saarbrücken wechselte. Bereits nach einem halben Jahr kehrte sie in die Vereinigten Staaten zurück und spielte für jeweils eine Saison für die Chicago Red Stars und die Boston Breakers, darauf folgte eine weitere Spielzeit bei Bay Area Breeze. Zur Saison 2011/12 unterschrieb sie einen Vertrag beim Bundesliga-Aufsteiger SC Freiburg.
Zur Saison 2015/16 wechselte sie zum SC Sand. Nach zwei Spielzeiten beim SC Sand verließ sie im Sommer 2017 den SC Sand und beendet ihre aktive Spielerkarriere.

## Privates
Chioma Igwes Vater Tony Igwe nahm mit Nigeria an den Olympischen Spielen 1968 in Mexiko teil und war von 1969 bis 1973 Kapitän der nigerianischen Fußballnationalmannschaft. Ihre Brüder Kelechi und Amaechi Igwe sind beziehungsweise waren ebenfalls als Fußballspieler aktiv und spielten zu Beginn ihrer Karriere bei den Santa Clara Broncos.